# Saint-Sébastien-de-Raids
Saint-Sébastien-de-Raids  ist eine französische Gemeinde mit 325 Einwohnern (Stand 1. Januar 2022) im Département Manche in der Region Normandie. Sie gehört zum Arrondissement Coutances und zum Kanton Agon-Coutainville.
Nachbargemeinden sind Saint-Germain-sur-Sèves im Norden, Raids im Nordosten, Marchésieux im Südosten, Saint-Martin-d’Aubigny im Süden und Périers im Westen.

## Bevölkerungsentwicklung
| Jahr      | 1962 | 1968 | 1975 | 1982 | 1990 | 1999 | 2008 | 2018 |
| --------- | ---- | ---- | ---- | ---- | ---- | ---- | ---- | ---- |
| Einwohner | 344  | 333  | 275  | 238  | 270  | 280  | 353  | 329  |

## Sehenswürdigkeiten
- Kirche Saint-Sébastien-de-Raids, einschiffige Hallenkirche aus Feldsteinen, mit vier Jochen, Querschiff und einem vorgestellten Glockenturm über quadratischem Grundriss